# Lauryn Williams
Lauryn Chenet (Lauryn) Williams (Rochester (Pennsylvania), 11 september 1983) is een Amerikaanse oud-sprintster, die was gespecialiseerd in de 100 m. In de laatste fase van haar sportloopbaan ontwikkelde zij zich daarnaast tot een succesvolle bobsleester. Zij nam driemaal deel aan de Olympische Zomerspelen en eenmaal aan de Olympische Winterspelen en veroverde bij die gelegenheden een gouden en twee zilveren medailles.

## Biografie
Williams groeide op in een voorstad van Pittsburgh en studeerde aan de Universiteit van Miami. In 2004 brak zij internationaal door, door bij de Olympische Spelen van 2004 in Athene zilver te veroveren op de 100 m. Haar deelname als lid van de Amerikaanse ploeg aan de 4 x 100 m estafette eindigde in een deceptie, omdat het team in de finale door een wisselfout de eindstreep niet haalde.
Een jaar later werd ze in Helsinki zowel wereldkampioene op de 100 m als op de 4 x 100 m estafette, deze laatste titel tezamen met Angela Daigle, Muna Lee en Me'Lisa Barber.
Tijdens de wereldindoorkampioenschappen in Moskou in 2006 nam Lauryn Williams deel aan de 60 m. Nadat zij in de halve finale met 7,10 s (op dat moment een persoonlijk record) de snelste tijd had laten noteren, kregen Me'Lisa Barber en zij in de finale beiden 7,01 achter hun naam. Het goud gaf de jury echter aan Barber. De Belgische Kim Gevaert veroverde in die wedstrijd het brons in 7,11, een Belgisch record.
Op de WK van 2007 in Osaka overkwam Lauryn Williams iets vergelijkbaars als een jaar eerder in Moskou: ze finishte in dezelfde tijd als Veronica Campbell (11,01). De finishfoto wees echter alweer haar tegenstandster, in dit geval Campbell, als winnares aan. Williams moest zich wederom tevreden stellen met de zilveren medaille. Op de 4 x 100 m estafette behaalde ze met het Amerikaanse team wel weer een gouden medaille.
Op de Olympische Spelen van 2008 in Peking viste ze met een vierde plek op de 100 m net achter de medailles. Vervolgens was ze ook lid van de Amerikaanse 4 x 100 m estafetteploeg, die verder bestond uit Angela Williams, Mechelle Lewis en Torri Edwards. Vanwege een verkeerde wissel van Williams werd de ploeg in haar serie gediskwalificeerd.
In 2012 werd opnieuw toegelaten voor de 4 x 100 m estafetteploeg, maar liep niet de finale. Hierna besloot ze over te stappen naar het bobsleeën.
Tijdens de Winterspelen van Sotsji in 2014 behaalde ze samen met Elana Meyers zilver in de tweemansbob. Hiermee is ze, na Eddie Eagan, de tweede Amerikaanse sporter die zowel op de Zomer- als de Winterspelen een olympische medaille heeft behaald. Hierna nam zij een rustpauze waarna ze een jaar later besloot definitief te stoppen met haar loopbaan.

## Titels atletiek
- Wereldkampioene 100 m - 2005
- Wereldjeugdkampioene 100 m - 2002
- NCAA kampioene 100 m - 2004

## Persoonlijke records atletiek
Outdoor
| Onderdeel | Prestatie          | Datum            | Plaats |
| --------- | ------------------ | ---------------- | ------ |
| 100 m     | 10,88 s (+0,4 m/s) | 19 augustus 2005 | Zürich |
| 200 m     | 22,27 s (+1,2 m/s) | 22 mei 2005      | Carson |

Indoor
| Onderdeel | Prestatie | Datum            | Plaats       |
| --------- | --------- | ---------------- | ------------ |
| 55 m      | 6,75 s    | 11 februari 2012 | New York     |
| 60 m      | 7,01 s    | 10 maart 2006    | Moskou       |
| 200 m     | 22,79 s   | 12 maart 2004    | Fayetteville |

## Palmares atletiek

### 60 m
- 2006:  WK indoor - 7,01 s

### 100 m
Kampioenschappen
- 2002:  WK U20 - 11,33 s
- 2003:  Pan-Amerikaanse Spelen - 11,12 s
- 2004:  Wereldatletiekfinale - 11,21 s
- 2004:  OS - 10,96 s
- 2005:  WK - 10,93 s
- 2005:  Wereldatletiekfinale - 11,04 s
- 2007:  WK - 11,01 s
- 2007: 5e Wereldatletiekfinale - 11,31 s
- 2008: 4e OS - 11,03 s
- 2008: 6e Wereldatletiekfinale - 11,22 s
- 2009: 5e WK - 11,01 s

Golden League-podiumplekken
- 2004:  Memorial Van Damme – 11,16 s
- 2005:  Meeting Gaz de France – 11,16 s
- 2005:  Bislett Games – 11,16 s
- 2005:  Weltklasse Zürich – 10,88 s
- 2007:  Meeting Gaz de France – 11,25 s
- 2007:  ISTAF – 11,24 s

### 200 m
Kampioenschappen
- 2007: 5e Wereldatletiekfinale - 22,94 s
- 2008: 6e Wereldatletiekfinale - 23,30 s

Golden League-podiumplekken
- 2007:  ISTAF – 22,95 s
- 2008:  Weltklasse Zürich – 22,68 s

### 4 x 100 m
- 2004: DNF OS (in serie 41,67 s)
- 2005:  WK - 41,78 s
- 2008: DQ in serie OS
- 2012:  OS - 40,82 s (WR)[2]

1983 Marlies Göhr ·
1987 Silke Gladisch ·
1991 Katrin Krabbe ·
1993 Gail Devers ·
1995 Gwen Torrence ·
1997 Marion Jones ·
1999 Marion Jones ·
2001 Zjanna Block ·
2003 Torri Edwards ·
2005 Lauryn Williams ·
2007 Veronica Campbell-Brown ·
2009 Shelly-Ann Fraser-Pryce ·
2011 Carmelita Jeter ·
2013 Shelly-Ann Fraser-Pryce ·
2015 Shelly-Ann Fraser-Pryce ·
2017 Tori Bowie ·
2019 Shelly-Ann Fraser-Pryce · 
2022 Shelly-Ann Fraser-Pryce · 
2023 Sha'Carri Richardson
1983 Gladisch, Koch, Auerswald, Göhr · 
1987 Brown, Williams, Griffith-Joyner, Marshall · 
1991 Duhaney, Cuthbert, McDonald, Ottey · 
1993 Bogoslovskaja, Maltsjoegina, Voronova, Privalova · 
1995 Mondie-Milner, Guidry-White, Gaines, Torrence · 
1997 Gaines, Jones, Miller, Devers · 
1999 Fynes, Sturrup, Davis-Thompson, Ferguson · 
2001 Paschke, G. Rockmeier, B. Rockmeier, Wagner · 
2003 Girard, Hurtis-Houairi, Félix, Arron · 
2005 Daigle, Lee, Barber, Williams · 
2007 Williams, Felix, Barber, Edwards · 
2009 Facey, Fraser, Bailey, Stewart · 
2011 Knight, Felix, Myers, Jeter · 
2013 Russell, Stewart, Calvert, Fraser-Pryce · 
2015 Campbell-Brown, Morrison, Thompson, Fraser-Pryce · 
2017 Brown, Felix, Akinosun, Bowie · 
2019 Whyte, Fraser-Pryce, Smith, Jackson · 
2022 Jefferson, Steiner, Prandini, Terry · 
2023 Davis, Terry, Thomas, Richardson